# Gregory Alan Isakov
Gregory Alan Isakov (Johannesburg, 1º gennaio 1979) è un cantautore e musicista statunitense.

## Biografia
Nato a Johannesburg in Sudafrica, si trasferisce da piccolo con la famiglia negli Stati Uniti e trascorre la sua gioventù a Philadelphia. Proprio nella città della Pennsylvania, Isakov inizia a suonare la chitarra dove si esibisce già dall'età di 16 anni per poi trasferirsi in Colorado.

### Rust Colored Stones,Songs for OctobereThat Sea, The Gambler(2002-2007)
Nel 2002 Isakov compone dieci canzoni che nel 2003 andranno a formare il suo primo lavoro, un album autoprodotto intitolato Rust Colored Stones, venduto attraverso canali indipendenti e finanziato interamente dallo stesso cantautore. L'album passa abbastanza inosservato nel mercato musicale ma questo non scoraggia Isakov che, dopo un lavoro di oltre 2 anni, nel 2005 pubblica Songs for October, sempre autoprodotto, che ottiene maggior successo del lavoro precedente nel quale spicca particolarmente la traccia Garden. L'anno che segna una svolta nella sua carriera è però il 2007, quando Isakov distribuisce il suo terzo album That Sea, The Gambler che gli dà notevole visibilità nel panorama folk americano. Il sound di questo LP riprende quello dei precedenti con un folk caldo influenzato, a detta dello stesso Isakov, dalla sua vita passata molto spesso viaggiando.

### This Empty Northern Hemisphere e The Weatherman(2008-2013)
Dopo il successo di That Sea, The Gambler, Isakov passa l'anno successivo alla composizione di nuovi brani che nel 2009 confluiscono nel quarto album, sempre autoprodotte, intitolato This Empty Northern Hemisphere. Questo quarto disco rappresenta la vera esplosione di successo per il cantautore che ottiene l'attenzione della stampa di settore e numerosi elogi per il suo recente lavoro. Alcuni pezzi come Big Black Car, This Empty Northern Hemisphere e If I Go, I'm Goin ottengono un buon successo grazie all'uso in serie TV come Suits e Californication. Dopo questo lavoro, Isalkov fonda la sua propria etichetta discografica, la Suitcase Town Music.
Dopo tre anni di tour per il mondo, nel 2013 esce il suo quinto lavoro in studio intitolato The Weatherman, per l'etichetta discografica Suitcase Town Music. L'album ottiene un buon successo di critica e di vendite, con brani tratti da questo disco che diventano pezzi fondamentali della sua discografia come Second Chances, Suitcase Full of Sparks e She Always Takes It Black.

### Gregory Alan Isakov with the Colorado Symphony(2014-2017)
Nel 2014 Isakov si prende una pausa dal lungo tour promozionale di The Weatherman e torna sulle scene nel 2016 quando pubblica il suo primo album live Gregory Alan Isakov with the Colorado Symphony nel quale ripropone alcune sue canzoni accompagnato dall'orchestra Colorado Symphony, con la quale dopo l'uscita del disco intraprende un tour negli USA e nel 2017 in Europa, toccando anche l'Italia.

### Evening Machines(2018-presente)
Nel luglio 2018, Isakov annunica l'uscita, prevista per il 5 ottobre, del suo sesto e nuovo album di inediti intitolato Evening Machines. Il disco è anticipato dall'uscita del primo singolo chiamato Chemicals. Il 17 agosto pubblica il secondo singolo Caves.

## Influenze
Lo stile musicale di Isakov è influenzato prevalentemente dalla musica di Leonard Cohen, Kelly Joe Phelps e Bruce Springsteen.

## Discografia

### Album in studio
- 2003 - Rust Colored Stones
- 2005 - Songs for October
- 2007 - That Sea, The Gambler
- 2009 - This Empty Northern Hemisphere
- 2013 - The Weatherman
- 2018 - Evening Machines
- 2023 - Appaloosa Bones

### Album dal vivo
- 2013 - Spotify Sessions EP
- 2016 - Gregory Alan Isakov with the Colorado Symphony